# Carlos Silveira da Graça
Carlos Daniel Silveira da Graça (1988. január 5. –), általában egyszerűen csak Kay, zöld-foki labdarúgó, a román CS Universitatea Craiova hátvédje.